# بهارات سانشار نيجام المحدودة
بهارات سانشار نيجام المحدودة، (د / ب / أ) (BSNL) هي شركة الاتصالات الهندية المملوكة للدولة، ومقرها في نيودلهي ، دلهي ، الهند . تم تأسيسها من قبل حكومة الهند في 1 أكتوبر 2000. يوفر خدمات الصوت عبر الإنترنت والإنترنت من خلال شبكة الاتصالات الوطنية في جميع أنحاء الهند. وهي أكبر مزود للهواتف الثابتة بحصة سوقية تزيد على 60٪. وهي رابع أكبر شركة اتصالات سلكية ولاسلكية وأكبر شركة اتصالات سلكية ولاسلكية في الهند.

## روابط خارجية
- الموقع الرسمي